# Anelaphus yucatecus
Anelaphus yucatecus is een keversoort uit de familie van de boktorren (Cerambycidae). De wetenschappelijke naam van de soort werd voor het eerst geldig gepubliceerd in 2003 door Chemsak & Noguera.